# Суспільне Крим
«Суспільне Крим» (Філія АТ «НСТУ» «Центральна дирекція») — українська регіональна суспільна телерадіокомпанія, філія Національної суспільної телерадіокомпанії України, до якої входять однойменний телеканал, радіоканал «Українське радіо Крим» та діджитал-платформи, які мовлять на території АР Крим та Севастополя.

## Історія

### Період мовлення як «Перший Ukraine» і «UA: Перший Ukraine»
Телеканал «Перший Ukraine» розпочав мовлення 30 листопада 2010 року у пакеті супутникового оператора «НТВ-Плюс». Метою було виконання доручення президента України зі створення міжнародної версії «Першого Національного». Спочатку телеканал мовив тільки на території Росії.
Планувалося, що супутникове мовлення «Перший Ukraine» розпочнеться у грудні 2010 року, втім відкрите супутникове мовлення почалося тільки 1 вересня 2012 року з супутника «Amos-2». Тоді канал став доступний у більш, ніж 30 країнах світу.
Наприкінці 2012 року канал увійшов в усі пакети супутникового оператора Viasat.
4 лютого 2013 року у телеканалу з'явився власний сайт.
У березні 2014 року у телеканалу з'явилися англійська та російська звукові доріжки. Також було запущено англомовні випуски новин.
7 квітня 2015 року в рамках створення суспільного мовлення телеканал додав до назви «UA:».

### Період мовлення як «UA: Крим»
1 січня 2017 року канал провів ребрендинг, в рамках якого було створено Кримську філію НСТУ та змінено назву на «UA: Крим».
18 травня 2017 року Національна рада України з питань телебачення і радіомовлення додала «UA: Крим» в універсальну програмну послугу по всій Україні, областях і обласних центрах.
11 грудня 2017 року телеканали суспільного мовника – «UA: Перший», «UA: Культура» і «UA: Крим» — розпочали мовлення у форматі 16:9.

### Період мовлення як «Суспільне Крим»
23 травня 2022 року в зв'язку з оновленням дизайн-системи брендів НСТУ телерадіокомпанія змінила назву на «Суспільне Крим».
31 грудня 2023 року, було припинено мовлення каналу на супутнику Amos 3, який здійснив мовлення в SD.

## Телебачення
«Суспільне Крим» — український регіональний суспільний телеканал, який мовить на території України.
Головна авдиторія телеканалу — мешканці Криму, переселенці та всі, хто цікавиться Кримом в Україні та за кордоном.

### Наповнення етеру
Етерне наповнення мовника — інформаційні, соціально-публіцистичні та культурно-мистецькі програми виробництва творчих об'єднань НСТУ та «Суспільне Крим».

#### Програми
- «Суспільне. Студія»
- «Суспільне Новини»
- «Суспільне Спорт»
- «Тиждень. Крим»
- «Кримське питання»

### Архівні програми
- «Суспільне. Спротив»
- «Суспільне Новини. Крим»
- «Тема дня. Крим»

### Мовлення
Трансляція мовника також доступна на сайті «Суспільне Крим» в розділі «Онлайн».

#### Супутникове мовлення
| Супутник         | Стандарт | Частота, МГц | Швидкість | Поляризація     | FEC | Формат зображення | Кодування |
| ---------------- | -------- | ------------ | --------- | --------------- | --- | ----------------- | --------- |
| Astra 4A (4.8°E) | DVB-S2   | 12437        | 30000     | вертикальна (V) | 3/4 | MPEG-4            | BISS      |

## Радіо
У АР Крим та Севастополі НСТУ мовить на радіоканалі «Українське радіо Крим».
«Українське радіо Крим» можна слухати на сайті «Суспільне Крим» і в мобільному застосунку suspilne.radio.

## Діджитал
У діджиталі телерадіокомпанія «Суспільне Крим» представлена вебсайтом з українською, російською, англійською та кримськотатарською версіями, а також сторінками у Facebook, Instagram, YouTube та Telegram. Крім того, на сайті «Суспільне Новини» є розділ про новини Криму.

## Логотипи
Телерадіокомпанія змінила 4 логотипи. Нинішній — 5-й за ліком.
| Логотип | Опис |
| ------- | --- |
|         | З 30 листопада 2010 до 14 жовтня 2012 року логотипом був надпис «ПЕРШИЙ» з «розбитою» буквою «Й» та меншим за розміром жовтим надписом «UKRAINE» під ним. |
|         | З 15 жовтня 2012 до 6 квітня 2015 року логотипом був надпис «Перший», над яким був напис «Ukraine», менший за розміром і написаний курсивом. У 2014 році під логотипом був зображений прапор України, під яким був один з надписів «ЄДИНА КРАЇНА», «ЕДИНАЯ СТРАНА» та «THE ONLY COUNTRY». |
|         | З 7 квітня 2015 до 31 грудня 2016 року логотипом був надпис «UA: ПЕРШИЙ», під яким був надпис «UKRAINE» меншого розміру. Спочатку двокрапки були в кольорах прапора України. |
|         | З 1 січня 2017 року до 22 травня 2022 року логотипом був надпис «UA: КРИМ». 11 грудня 2017 року шрифт надпису був змінений. У зв'язку з російським вторгненням в Україну з 24 лютого до 22 травня 2022 року під логотипом розташовувався прапор України з написом «Разом переможемо».     |
|         | З 23 травня 2022 року логотипом є півкруг, біля якого напис «СУСПІЛЬНЕ КРИМ». |

### Хронологія назв
| Дата      | Назва                |
| --------- | -------------------- |
| 2010—2015 | «Перший Ukraine»     |
| 2015—2016 | «UA: Перший Ukraine» |
| 2017—2022 | «UA: Крим»           |
| з 2022    | «Суспільне Крим»     |